# James Gillett
James Norris Gillett (Viroqua, 20 settembre 1860 – Berkeley, 20 aprile 1937) è stato un politico statunitense.
È stato il governatore della California dal gennaio 1907 al gennaio 1911. Rappresentante del Partito Repubblicano, è stato membro della Camera dei rappresentanti per la California dal marzo 1903 al novembre 1906.